# London Symphony Orchestra

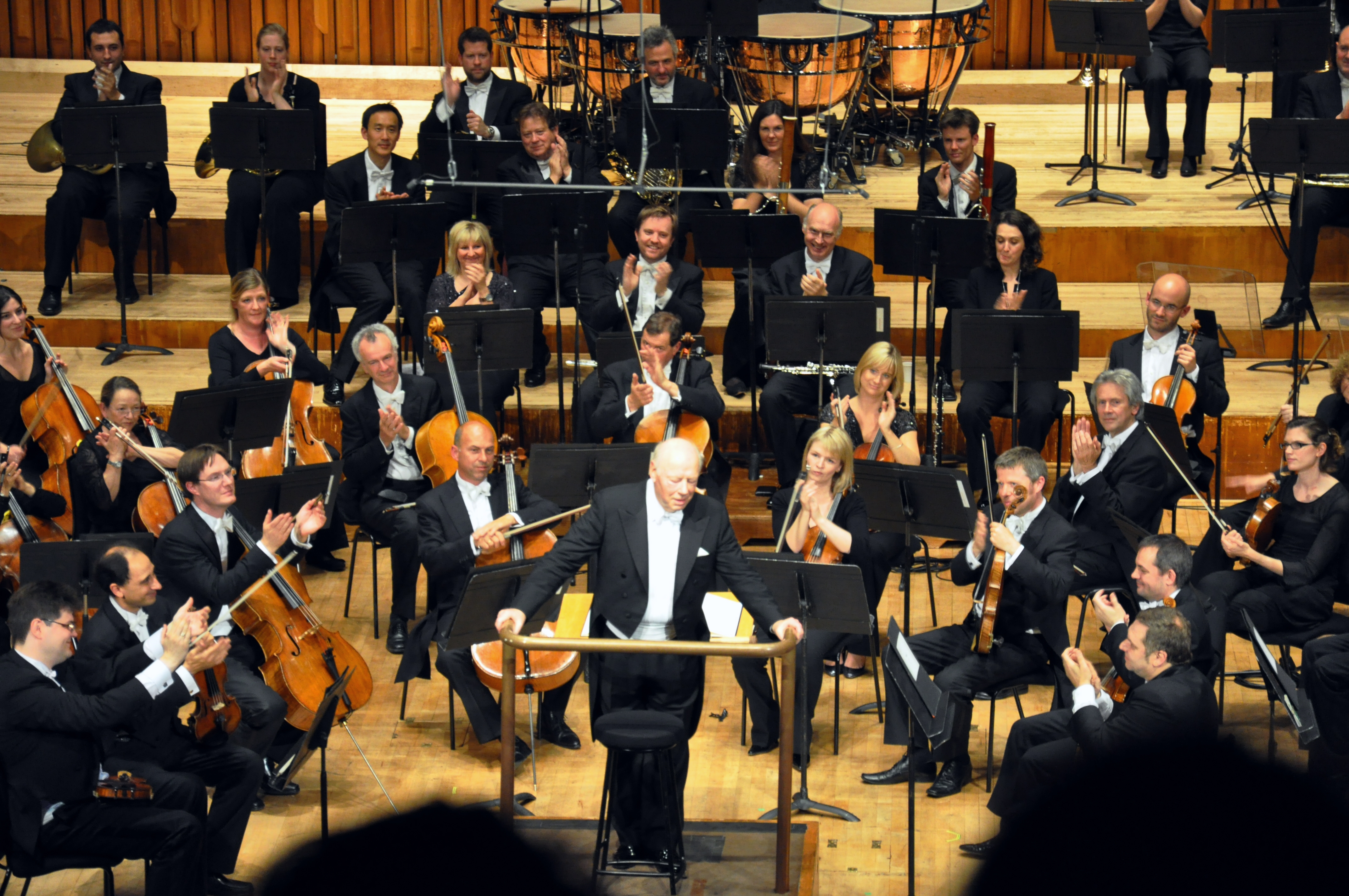
London Symphony Orchestra (2011)

London Symphony Orchestra (LSO) (pol. Londyńska Orkiestra Symfoniczna) – orkiestra symfoniczna założona w 1904 w Londynie. 
Od 1982 siedzibą orkiestry jest Barbican Centre w Londynie.

## Główni dyrygenci
- 2024– Antonio Pappano
- 2017–2023 Simon Rattle[1]
- 2007–2016 Walerij Giergijew
- 1995–2006 Colin Davis
- 1987–1995 Michael Tilson Thomas
- 1979–1987 Claudio Abbado
- 1968–1979 André Previn
- 1965–1968 István Kertész
- 1960–1964 Pierre Monteux
- 1951–1954 Josef Krips
- 1932–1935 Hamilton Harty
- 1930–1931 Willem Mengelberg
- 1919–1922 Albert Coates
- 1915–1917 Thomas Beecham
- 1912–1914 Arthur Nikisch
- 1911–1912 Edward Elgar
- 1904–1911 Hans Richter